# Doubravice nad Svitavou
Doubravice nad Svitavou (název v jednotném čísle) je městys v okrese Blansko v Jihomoravském kraji. Žije zde přibližně 1 400 obyvatel. Obec se nečlení na části, její součástí je ale i osada Klemov s vlastním katastrálním územím.

## Historie
První písemná zmínka o obci pochází z falešné listiny hlásící se k roku 1255. V pravé listině je zmínka o Doubravici až v roce 1295. V roce 1371 je poprvé uvedena jako městečko. Privilegium Ferdinanda I. ze 14. srpna 1557 udělilo obci znak a právo pečetit zeleným voskem.
Počátkem 17. století zde bylo 38 domů. V roce 1745 domů bylo 45, roku 1846 to bylo 119 domů a 769 obyvatel.
O škole je první zmínka roku v 17. století. Poté, co roku 1769 vyhořela, učilo se na různých místech v obci a koncem 19. století byla postavena škola nová.
Od 10. října 2006 byl obci vrácen status městyse.

## Pamětihodnosti
- Hrad Doubravice, zřícenina
- Kostel svatého Jana Křtitele
- Socha svatého Šebestiána
- Boží muka

## Galerie

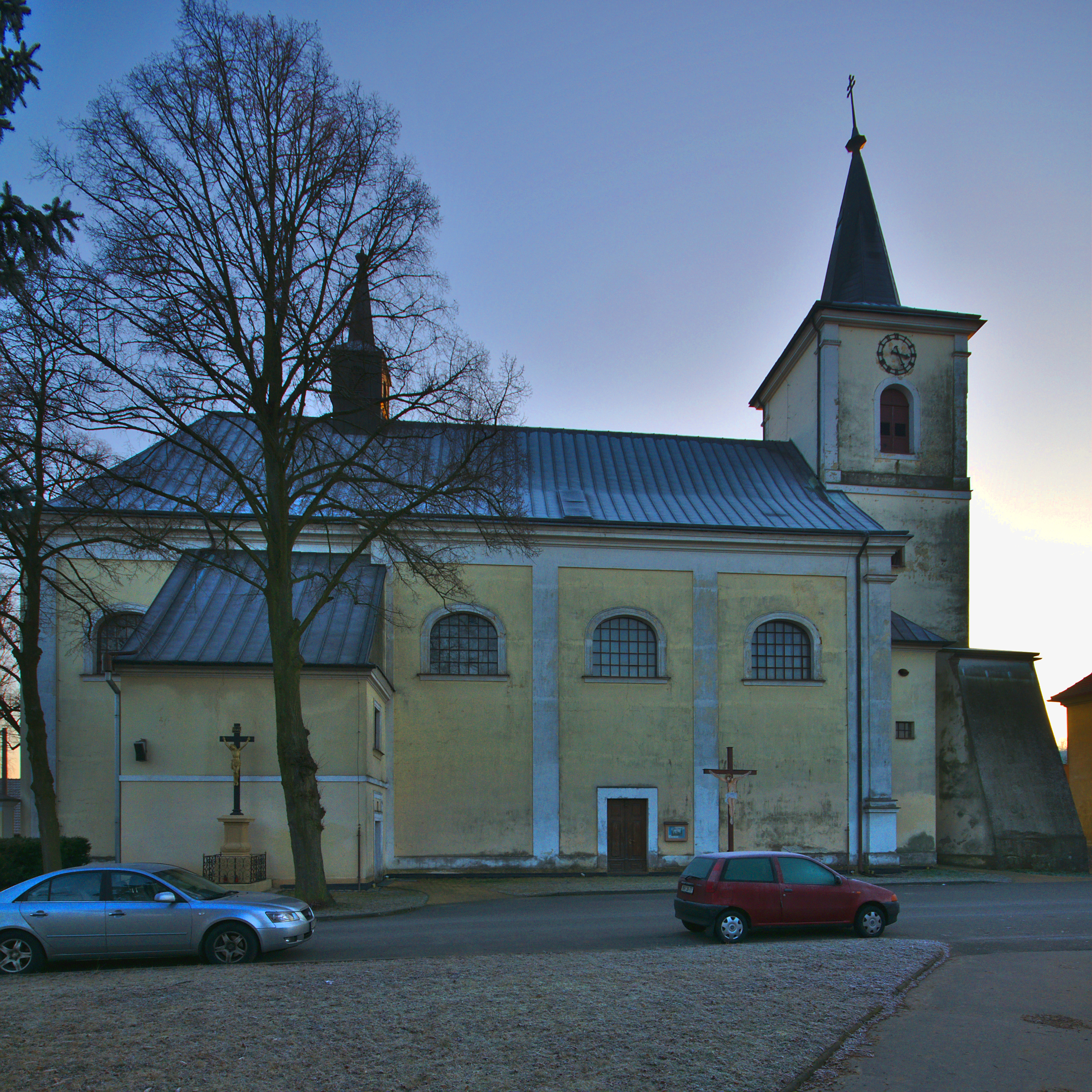
Kostel svatého Jana Křtitele
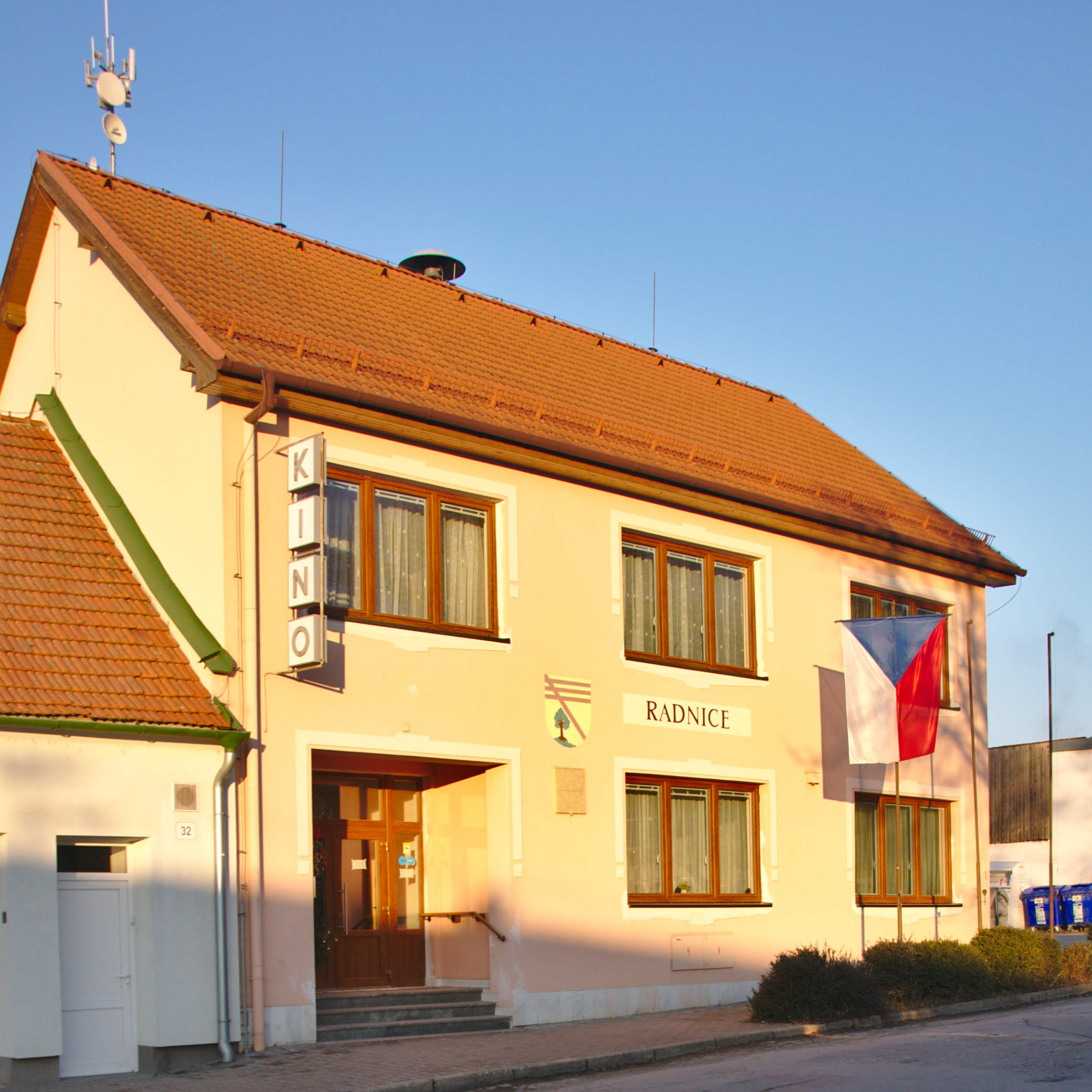
Obecní úřad
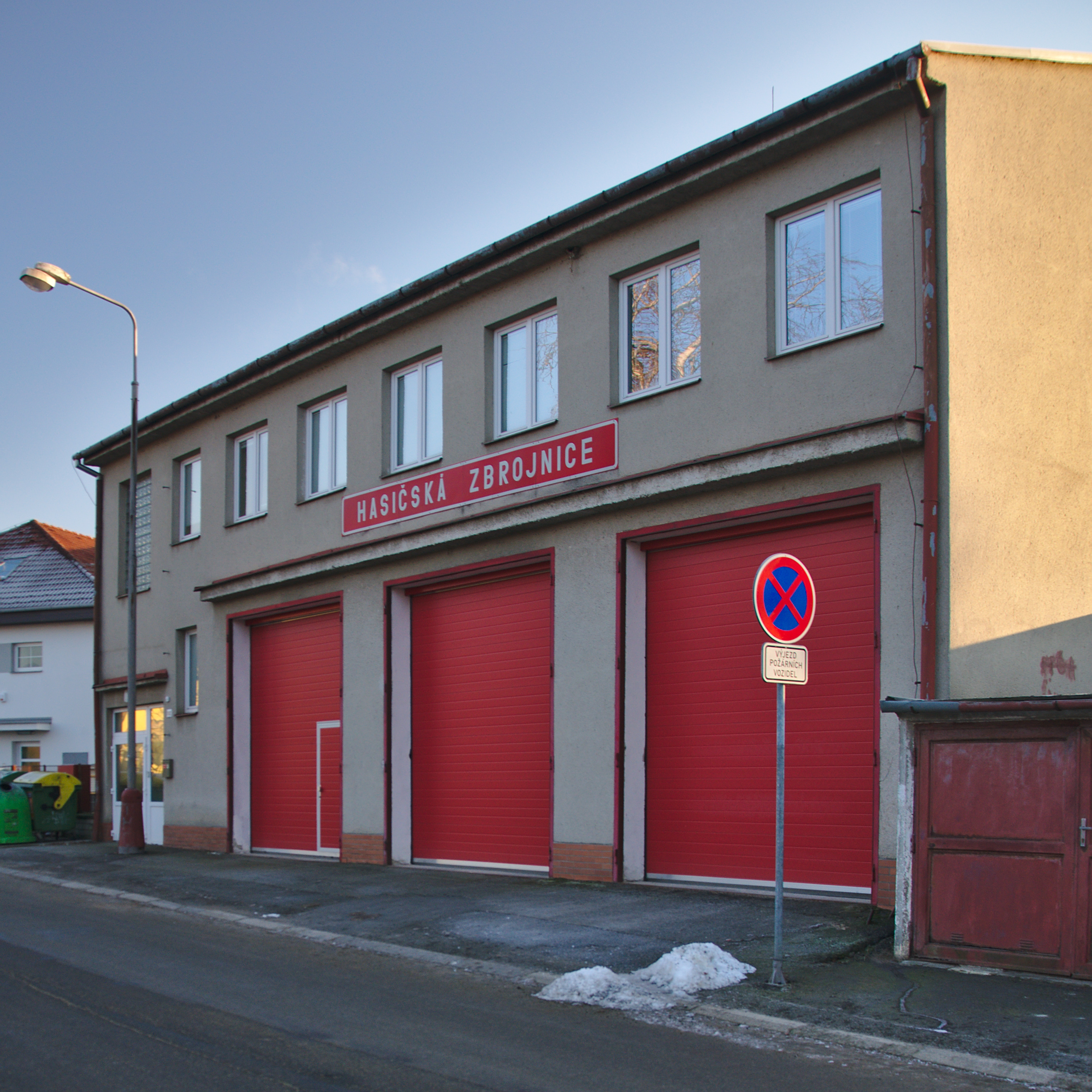
Hasičská zbrojnice
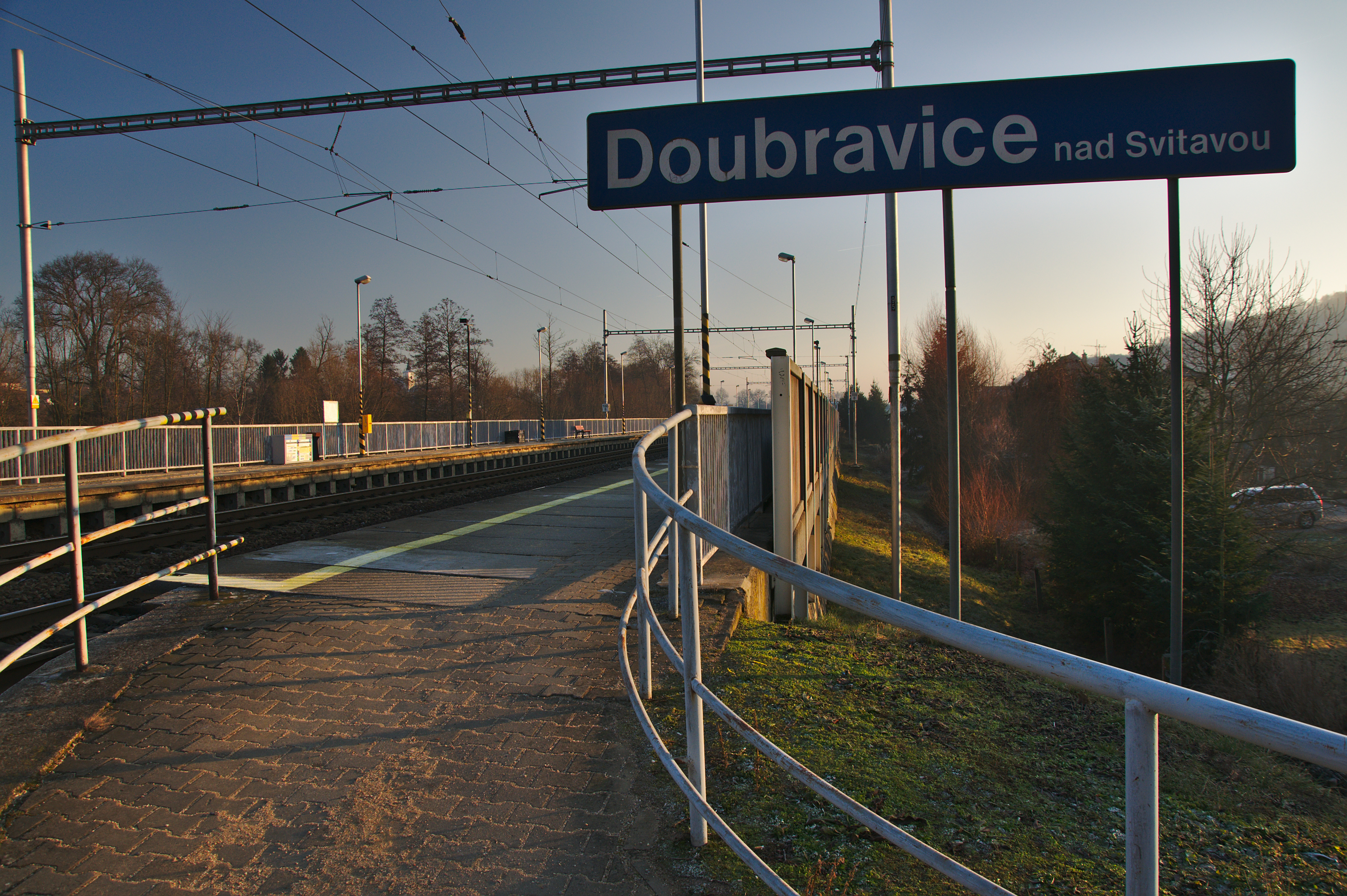
Železniční zastávka
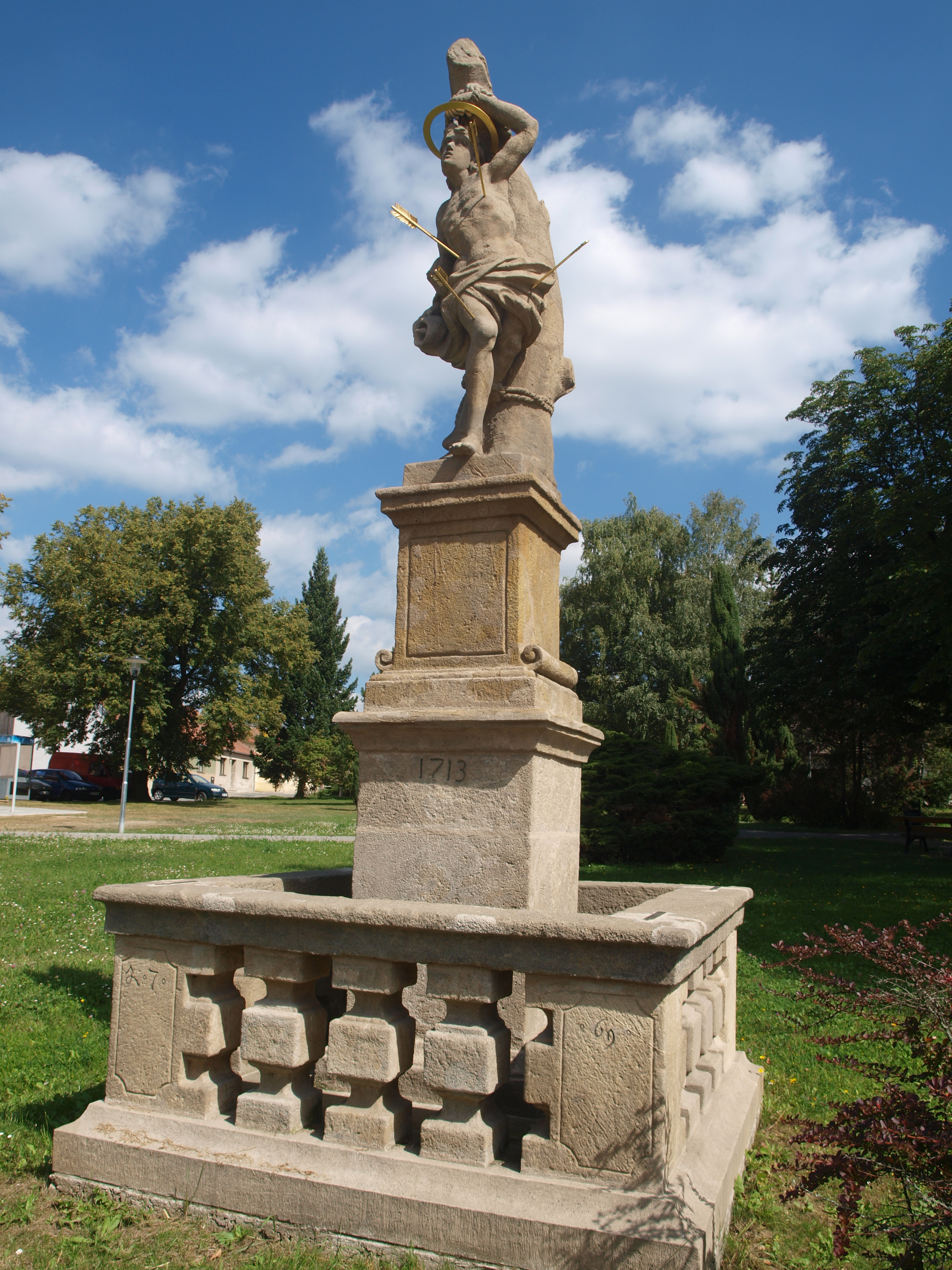
Socha svatého Šebestiána
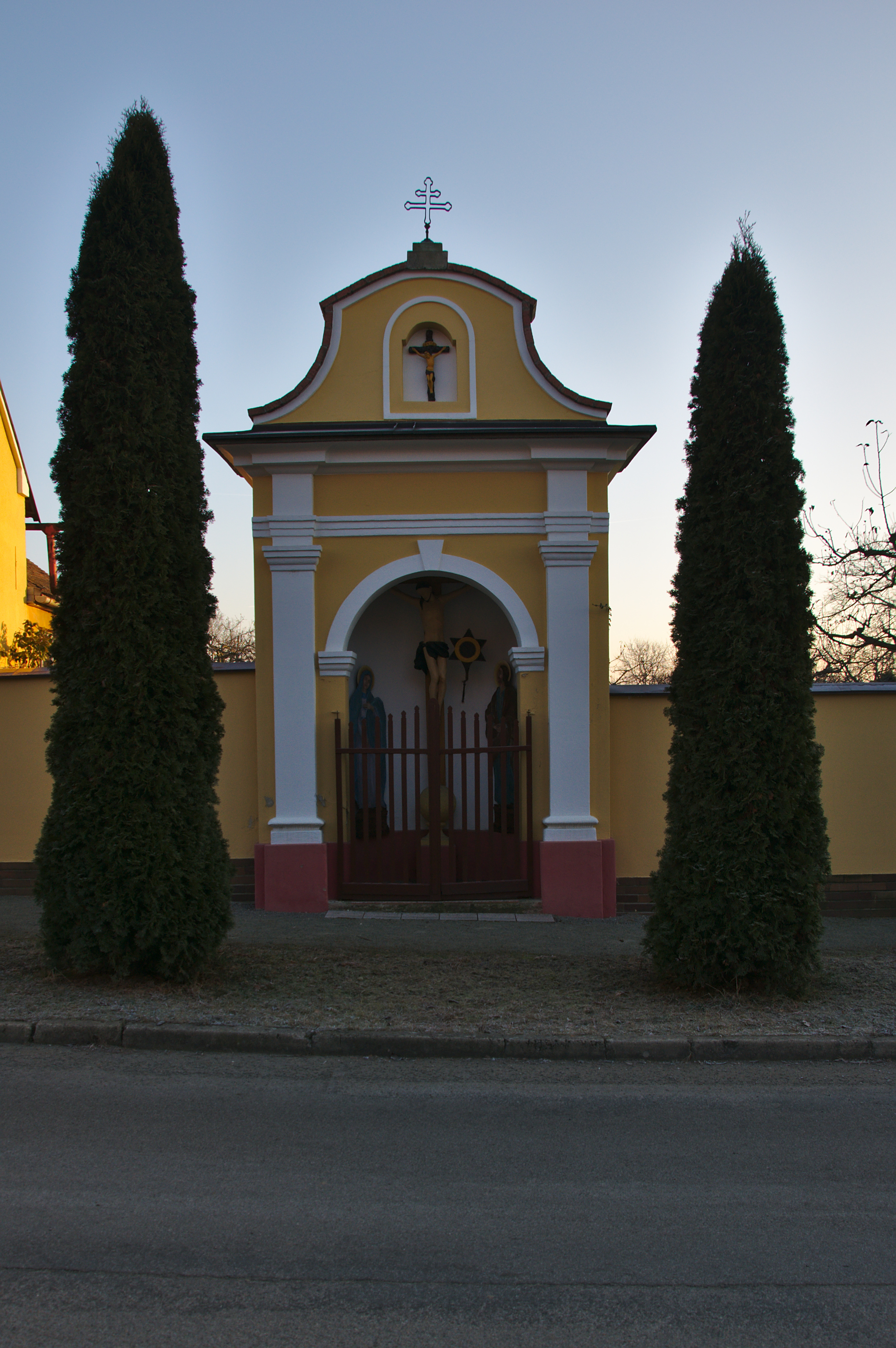
Výklenková kaple

## Osobnosti
- Jan Nepomuk Soukop (1826–1892), moravský kněz, básník, folklorista, speleolog, skladatel textů duchovní hudby a národní buditel
- Jan Kunc (1883–1976), český hudební skladatel a pedagog
- Gustav Křivinka (1928–1990), český hudební skladatel